# Jean de Bermond d'Auriac
Jean de Bermond d'Auriac est un homme politique français né le 29 septembre 1855 à Gaillac (Tarn) et décédé le 31 mars 1928 à Neuilly-sur-Seine (Hauts-de-Seine).

## Biographie
Entré à l'école militaire de Saint-Cyr en 1875, il quitte l'armée en 1911 avec le grade de lieutenant-colonel. Il est maire des Herbiers de 1912 à 1928 et député de la Vendée de 1919 à 1924, inscrit au groupe des indépendants, et siégeant à droite.

## Source
- « Jean de Bermond d'Auriac », dans le Dictionnaire des parlementaires français (1889-1940), sous la direction de Jean Jolly, PUF, 1960 [détail de l’édition]